# USS Henley (DD-39)
USS Henley (DD-39) – amerykański niszczyciel zmodyfikowanego typu  Paulding  będący w służbie United States Navy w czasie I wojny światowej. Po wojnie służył w United States Coast Guard oznaczony jako (CG-12). Nazwa okrętu pochodziła od Roberta Henleya.
Okręt zwodowano 3 kwietnia 1912 w stoczni Fore River Shipbuilding Company w Quincy (Massachusetts), matką chrzestną była Constance Henley Kane, daleka krewna patrona okrętu. Jednostka weszła do służby 6 grudnia 1912 w Bostonie, pierwszym dowódcą został Lieutenant Commander W. L. Littlefield.
Po wstępnym szkoleniu i rejsie odbiorczym „Henley” dołączył do Flotylli Torpedowej Atlantyku (ang. Atlantic Torpedo Fleet) w Newport i pełnił normalną służbę czasu pokoju składającą się m.in. z ćwiczeń taktycznych i manewrów szkoleniowych wzdłuż wybrzeża od Karaibów do północnego Atlantyku. 22 kwietnia 1914 dołączył do floty w pobliżu Tampico, by chronić amerykańskie interesy w czasie rewolucji w Meksyku. W tym czasie niszczyciel pełnił służbę transportową przewożąc uchodźców i zapasy. Gdy wybuchła I wojna światowa w Europie „Henley” brał udział w patrolach neutralności wzdłuż wybrzeża i kontrolował jednostki walczących stron w amerykańskich portach.
Gdy Stany Zjednoczone przystąpiły do I wojny światowej w kwietniu 1917 „Henley” dalej pełnił służbę patrolową wzdłuż wybrzeża. Eskortował także zbiornikowce, które przewoziły ropę dla niszczycieli osłaniających pierwszy konwój z żołnierzami płynący 13 czerwca do Europy. Przez resztę wojny niszczyciel pełnił rolę okrętu eskorty konwojów i przeprowadzał patrole przeciwpodwodne w pobliżu portu nowojorskiego. Okręt wszedł do Philadelphia Naval Shipyard 22 grudnia 1918 i został wycofany tam ze służby 12 grudnia 1919.
Przekazany United States Coast Guard 16 maja 1924, brał udział w patrolach rumowych. Najpierw stacjonował w Stapleton, później został przeniesiony do New London.
Wrócił do Marynarki 8 maja 1931 i został sprzedany na złom firmie Michael Flynn Inc. z Brooklynu 22 sierpnia 1934.